# Rudolf Kirchschläger
Rudolf Kirchschläger ( [ˈʀuːdɔlf ˈkɪʁçˌʃlɛːɡɐ] ?; 20. marts 1915 – 30. marts 2000) var en østrigsk jurist, diplomat, udenrigsminister og forbundspræsident (1974 – 1986). 
Kirchschläger gjorde under 2. verdenskrig tjeneste i den tyske hær, men var på intet tidspunkt medlem af nazistpartiet. Ved krigens afslutning havde han grad af kaptajn.
Fra 1947 til 1954 var han dommer, i 1954 indtrådte han som juridisk sagkyndig i det østrigske udenrigsministerium, hvor han bl.a. beskæftigede sig med den Østrigske Statstraktat og neutralitetsloven, der banede vejen for, at 4-magtsbesættelsen af Østrig kunne bringes til ophør i 1955.
I årene 1967 – 1970 var han østrigsk ambassadør i Prag, hvor han bl.a. satte sig op imod sine instruktioner fra udenrigsminister Kurt Waldheim ved at udstede visum til Østrig til et meget stort antal tjekkoslovakiske borgere, der ønskede at flygte for den sovjetiske invasion i 1968.
I 1970 indtrådte han som udenrigsminister i Bruno Kreiskys regering uden at tilslutte sig noget parti.
Ved præsidentvalget i 1974 opstillede han som partiløs (men støttet af Kreiskys parti, SPÖ) og vandt 51,7% af stemmerne. Han opnåede som forbundspræsident en meget stor popularitet og autoritet. Han blev ved valget i 1980 opstillet af både det socialdemokratiske parti, SPÖ, og det konservative ÖVP og fik ikke mindre end 79,9% af stemmerne.